# Tadeusz Bartosiewicz
Tadeusz Bartosiewicz (ur. 22 września 1957; zm. 27 września 2022) – polski aktor dziecięcy.

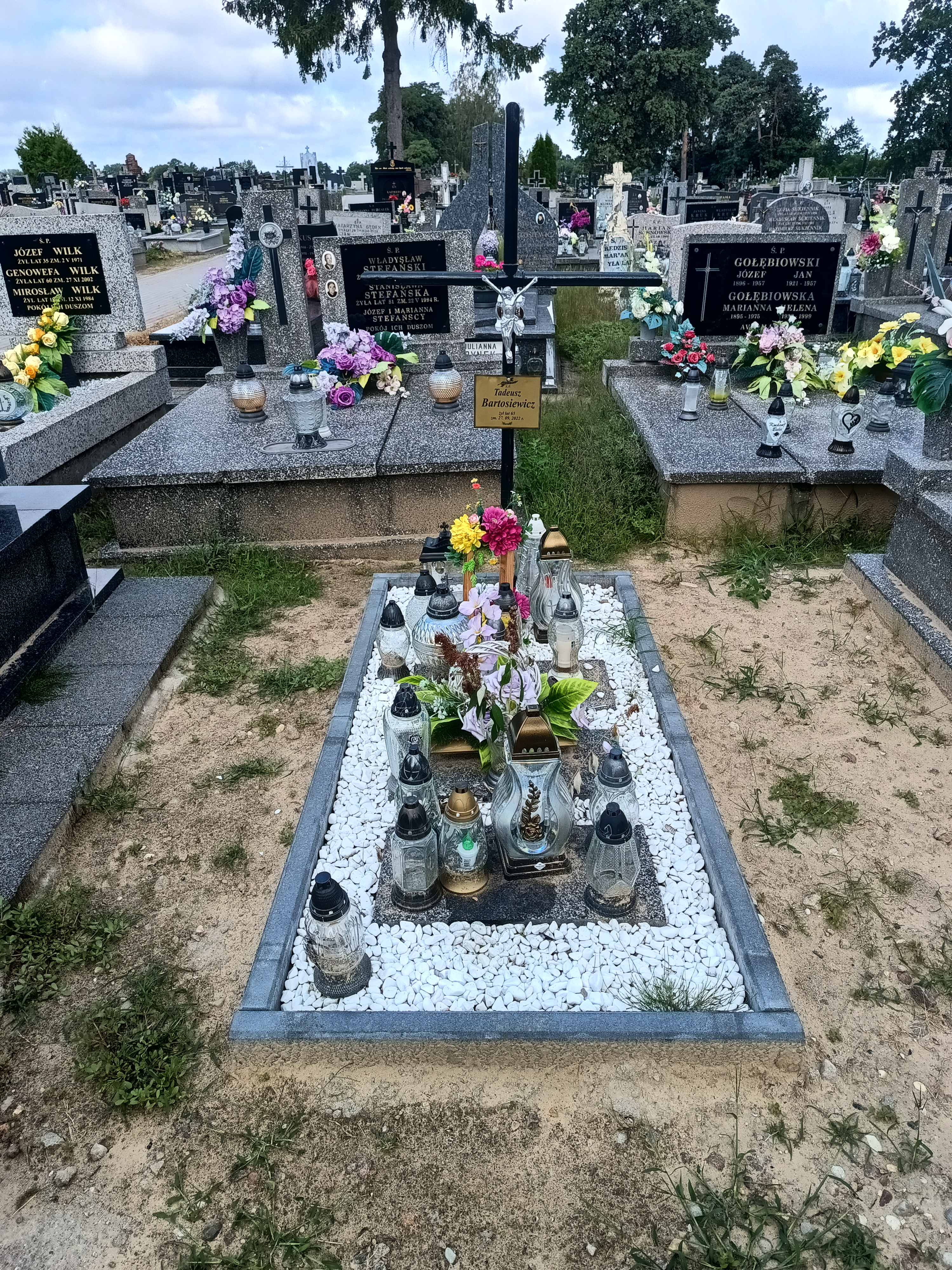
Grób Tadeusza Bartosiewicza na Cmentarzu parafialnym w Pszczonowie

Jego jedyną aktorską kreacją była rola Witka, nastoletniego parobka Boryny w serialu TV Chłopi (1971-1972) w reżyserii Jana Rybkowskiego. Mieszkał wówczas z rodzicami w Kolonii Łyszkowice niedaleko Pszczonowa; gdzie realizowano większość scen do serialu. Na plan trafił po pomyślnym przejściu zdjęć próbnych w Łodzi.
W dorosłym życiu nie został aktorem. Mieszkał w rodzinnej miejscowości. Pracował w budownictwie.
Pochowany na cmentarzu parafialnym w Pszczonowie.